# Alignement de Guernangoué
L' alignement de Guernangoué est un alignement mégalithique ruiné situé à Roudouallec, dans le Morbihan, en France.

## Historique
Un menhir du site est classé au titre des monuments historiques par arrêté du 12 mai 1925.

## Description
L'alignement a été endommagé lors du remembrement de 1967 et sa disparition semblait certaine jusqu'à sa redécouverte en 1998 : de l'alignement initial, il ne reste que trois menhirs, dont un seul est encore debout. Les menhirs sont constituées de bloc de schiste cambrien de couleur verdâtre. Le menhir dressé mesure 4,25 m de hauteur pour une largeur de 1,60 m et une épaisseur de 1,05 m.
Le premier menhir couché mesure 4,15 m. Il comporte un décor gravé en « cartouche » de forme trapézoïdale piqueté mesurant 0,75 m sur 0,85 m comportant au sommet une large hampe recourbée vers la droite. Le second menhir couché porte une vingtaine de cupules.